# USS LST-242
O USS LST-242 foi um navio de guerra norte-americano da classe LST que operou durante a Segunda Guerra Mundial.